# Cyrill von Korvin-Krasinski
Cyrill von Korvin-Krasinski (* 1905; † 1992) war ein polnischer Theologe und Religionswissenschaftler. Er war Benediktinermönch im Kloster Maria Laach.

## Schriften
- Die Tibetische Medizinphilosophie. Der Mensch als Mikrokosmos (= Adolf Friedrich (Hrsg.): Mainzer Studien zur Kultur- und Völkerkunde. Band I). Origo, Zürich 1953 (2. Auflage 1964) (Veröffentlichung des Instituts für Völkerkunde an der Johannes-Gutenberg-Universität in Mainz).
- Mikrokosmos und Makrokosmos in religionsgeschichtlicher Sicht. Patmos, Düsseldorf 1960.
- Die geistige Erde. Zürich 1960.
- Trina Mundi Machina. Die Signatur des alten Eurasien. Ausgewählte Schriften. Mainz 1986.
- Die west-östliche Transzendenz- und Immanenzfrage und die religiöse Krise der Gegenwart. In: Gunther Stephenson (Hrsg.): Der Religionswandel unserer Zeit im Spiegel der Religionswissenschaft. Darmstadt 1976.
- Die Gesundheit nach dem trichotomischen Menschen- und Weltbild der tibetisch-lamaistischen Anthropologie. In: Wilhelm Bitter (Hrsg.): Abendländische Therapie und östliche Weisheit. Ein Tagungsbericht. Stuttgart 1968.
- Die mikroskopische Symbolik der zwölf Tierkreiszeichen in Lichte der lamaistischen Anthropologie. In: Julius Schwabe (Hrsg.): Symbolon. Jahrbuch für Symbolforschung. Band 2. Basel 1961.